# Vectoranalyse
De vectoranalyse (ook wel vectorcalculus genoemd) is een deelgebied van de wiskunde, dat zich bezighoudt met de multivariabele analyse van vectoren in een inwendig-productruimte van twee of meer dimensies (sommige resultaten — zoals het vectorproduct — kunnen alleen worden toegepast in drie dimensies). De vectoranalyse bestaat uit een samenhangende verzameling van formules en oplossingsmethoden die van groot nut zijn in de techniek en de natuurkunde. De vectoranalyse vindt zijn oorsprong in de analyse van quaternionen en werd als eerste opgesteld door de Amerikaanse wiskundige Josiah Willard Gibbs en de Britse ingenieur Oliver Heaviside.
Vectoranalyse houdt zich bezig met scalaire velden, waar aan elk punt in de ruimte een scalair wordt toegekend, en met vectorvelden, waar met elk punt in de ruimte een vector wordt geassocieerd. De temperatuur van het water in een zwembad is bijvoorbeeld een scalair veld: aan elk punt wordt een scalaire waarde, in dit geval de temperatuur, toegekend. De waterstroom in ditzelfde zwembad is een vectorveld: met elk punt associëren we een snelheidsvector.

## Vectoroperaties
De vectoranalyse bestudeert verschillende differentiaaloperatoren, die op scalaire velden en vectorvelden zijn gedefinieerd. Deze operatoren worden meestal uitgedrukt in termen van de nabla-operator,
{\displaystyle \mathbf {\nabla } =\left({\frac {\partial }{\partial x}},{\frac {\partial }{\partial y}},{\frac {\partial }{\partial z}}\right)}.
De vier belangrijkste operatoren uit de vectoranalyse zijn:
| Operatie         | Notatie | Beschrijving                                                                | Domein en bereik                              |
| ---------------- | --- | --------------------------------------------------------------------------- | --------------------------------------------- |
| Gradiënt         | {\displaystyle \operatorname {grad} f=\nabla f}                                                                                  | Meet de mate en de richting van verandering in een scalair veld.            | Beeldt scalaire velden af op vectorvelden.    |
| Rotatie of rotor | {\displaystyle \operatorname {rot} \mathbf {F} } of {\displaystyle \operatorname {curl} \mathbf {F} =\nabla \times \mathbf {F} } | Meet de neiging om rond een punt in een vectorveld te roteren.              | Beeldt vectorvelden af op vectorvelden.       |
| Divergentie      | {\displaystyle \operatorname {div} \mathbf {F} =\nabla \cdot \mathbf {F} }                                                       | Meet de grootte van een bron of put van een gegeven punt in een vectorveld. | Beeldt vectorvelden af op scalaire velden.    |
| Laplaciaan       | {\displaystyle \Delta f=\nabla ^{2}f=\nabla \cdot \nabla f}                                                                      | Een samenstelling van de divergentie- en gradiëntoperaties.                 | Beeldt scalaire velden af op scalaire velden. |

## Stellingen
Op dezelfde manier zijn er aan deze operatoren verschillende belangrijke stellingen gerelateerd die de hoofdstelling van de integraalrekening naar hogere dimensies veralgemenen:
| Stelling            | Statement | Beschrijving |
| ------------------- | --- | --- |
| Gradiëntstelling    | {\displaystyle \phi \left(\mathbf {q} \right)-\phi \left(\mathbf {p} \right)=\int _{L}\nabla \phi \cdot d\mathbf {r} .}                      | De lijnintegraal door een gradiënt (vectorveld) is gelijk aan het verschil tussen haar scalaire veld in de eindpunten van de kromme.                                         |
| Stelling van Green  | {\displaystyle \int _{C}L\,dx+M\,dy=\iint _{D}\left({\frac {\partial M}{\partial x}}-{\frac {\partial L}{\partial y}}\right)\,dA}            | De integraal van de scalaire rotor van een vectorveld over enige regio in het vlak is gelijk aan de lijnintegraal van het vectorveld over de kromme die deze regio begrenst. |
| Stelling van Stokes | {\displaystyle \int _{\Sigma }\nabla \times \mathbf {F} \cdot d\mathbf {\Sigma } =\oint _{\partial \Sigma }\mathbf {F} \cdot d\mathbf {r} ,} | De integraal van de rotor van een vectorveld over een oppervlak is gelijk aan de lijnintegraal van het vectorveld over de kromme die dit oppervlak begrenst.                 |
| Divergentiestelling | {\displaystyle \iiint \limits _{V}\nabla \cdot \mathbf {F} dV=\iint \limits _{\partial V}\mathbf {F} \cdot d\mathbf {S} ,}                   | De integraal van de divergentie van een vectorveld over enig vast lichaam is gelijk aan de integraal van de flux door het oppervlak dat dit vaste lichaam begrenst.          |

Het gebruik van de vectoranalyse kan vereisen dat rekening moet worden gehouden met de oriëntatie van het coördinatensysteem zie kruisproduct en oriëntatie voor meer details). Het merendeel van de analytische resultaten kunnen ook in een meer algemene vorm, met behulp van methodes uit de differentiaalmeetkunde, waarvan de vectoranalyse een deelverzameling vormt, worden gesteld.

## Identiteiten

### Optelling en vermenigvuldiging
- {\displaystyle \mathbf {A} +\mathbf {B} =\mathbf {B} +\mathbf {A} }
- {\displaystyle \mathbf {A} \cdot \mathbf {B} =\mathbf {B} \cdot \mathbf {A} }
- {\displaystyle \mathbf {A} \times \mathbf {B} =\mathbf {-B} \times \mathbf {A} }
- {\displaystyle \left(\mathbf {A} +\mathbf {B} \right)\cdot \mathbf {C} =\mathbf {A} \cdot \mathbf {C} +\mathbf {B} \cdot \mathbf {C} }
- {\displaystyle \left(\mathbf {A} +\mathbf {B} \right)\times \mathbf {C} =\mathbf {A} \times \mathbf {C} +\mathbf {B} \times \mathbf {C} }
- {\displaystyle \mathbf {A} \cdot \left(\mathbf {B} \times \mathbf {C} \right)=\mathbf {B} \cdot \left(\mathbf {C} \times \mathbf {A} \right)=\mathbf {C} \cdot \left(\mathbf {A} \times \mathbf {B} \right)}
- {\displaystyle \mathbf {A} \times \left(\mathbf {B} \times \mathbf {C} \right)=\left(\mathbf {A} \cdot \mathbf {C} \right)\mathbf {B} -\left(\mathbf {A} \cdot \mathbf {B} \right)\mathbf {C} }
- {\displaystyle \left(\mathbf {A} \times \mathbf {B} \right)\times \mathbf {C} =\left(\mathbf {A} \cdot \mathbf {C} \right)\mathbf {B} -\left(\mathbf {B} \cdot \mathbf {C} \right)\mathbf {A} }
- {\displaystyle \left(\mathbf {A} \times \mathbf {B} \right)\cdot \left(\mathbf {C} \times \mathbf {D} \right)=\left(\mathbf {A} \cdot \mathbf {C} \right)\left(\mathbf {B} \cdot \mathbf {D} \right)-\left(\mathbf {B} \cdot \mathbf {C} \right)\left(\mathbf {A} \cdot \mathbf {D} \right)}
- {\displaystyle \left(\mathbf {A} \cdot \left(\mathbf {B} \times \mathbf {C} \right)\right)\mathbf {D} =\left(\mathbf {A} \cdot \mathbf {D} \right)\left(\mathbf {B} \times \mathbf {C} \right)+\left(\mathbf {B} \cdot \mathbf {D} \right)\left(\mathbf {C} \times \mathbf {A} \right)+\left(\mathbf {C} \cdot \mathbf {D} \right)\left(\mathbf {A} \times \mathbf {B} \right)}
- {\displaystyle \left(\mathbf {A} \times \mathbf {B} \right)\times \left(\mathbf {C} \times \mathbf {D} \right)=\left(\mathbf {A} \cdot \left(\mathbf {B} \times \mathbf {D} \right)\right)\mathbf {C} -\left(\mathbf {A} \cdot \left(\mathbf {B} \times \mathbf {C} \right)\right)\mathbf {D} }

### Differentiëren

#### Gradient
- {\displaystyle \nabla (\psi +\phi )=\nabla \psi +\nabla \phi }
- {\displaystyle \nabla (\psi \,\phi )=\phi \,\nabla \psi +\psi \,\nabla \phi }
- {\displaystyle \nabla \left(\mathbf {A} \cdot \mathbf {B} \right)=\left(\mathbf {A} \cdot \nabla \right)\mathbf {B} +\left(\mathbf {B} \cdot \nabla \right)\mathbf {A} +\mathbf {A} \times \left(\nabla \times \mathbf {B} \right)+\mathbf {B} \times \left(\nabla \times \mathbf {A} \right)}

#### Divergentie
- {\displaystyle \nabla \cdot (\mathbf {A} +\mathbf {B} )=\nabla \cdot \mathbf {A} +\nabla \cdot \mathbf {B} }
- {\displaystyle \nabla \cdot \left(\psi \mathbf {A} \right)=\psi \nabla \cdot \mathbf {A} +\mathbf {A} \cdot \nabla \psi }
- {\displaystyle \nabla \cdot \left(\mathbf {A} \times \mathbf {B} \right)=\mathbf {B} \cdot (\nabla \times \mathbf {A} )-\mathbf {A} \cdot (\nabla \times \mathbf {B} )}

#### Rotatie
- {\displaystyle \nabla \times (\mathbf {A} +\mathbf {B} )=\nabla \times \mathbf {A} +\nabla \times \mathbf {B} }
- {\displaystyle \nabla \times \left(\psi \mathbf {A} \right)=\psi \nabla \times \mathbf {A} +\nabla \psi \times \mathbf {A} }
- {\displaystyle \nabla \times \left(\mathbf {A} \times \mathbf {B} \right)=\mathbf {A} \left(\nabla \cdot \mathbf {B} \right)-\mathbf {B} \left(\nabla \cdot \mathbf {A} \right)+\left(\mathbf {B} \cdot \nabla \right)\mathbf {A} -\left(\mathbf {A} \cdot \nabla \right)\mathbf {B} }

#### Tweede afgeleiden
- {\displaystyle \nabla \cdot (\nabla \times \mathbf {A} )=0}
- {\displaystyle \nabla \times (\nabla \psi )=\mathbf {0} }
- {\displaystyle \nabla \cdot (\nabla \psi )=\nabla ^{2}\psi } (Laplaciaan)
- {\displaystyle \nabla \left(\nabla \cdot \mathbf {A} \right)-\nabla \times \left(\nabla \times \mathbf {A} \right)=\nabla ^{2}\mathbf {A} }
- {\displaystyle \nabla \cdot (\phi \nabla \psi )=\phi \nabla ^{2}\psi +\nabla \phi \cdot \nabla \psi }
- {\displaystyle \psi \nabla ^{2}\phi -\phi \nabla ^{2}\psi =\nabla \cdot \left(\psi \nabla \phi -\phi \nabla \psi \right)}
- {\displaystyle \nabla ^{2}(\phi \psi )=\phi \nabla ^{2}\psi +2\nabla \phi \cdot \nabla \psi +\psi \nabla ^{2}\phi }
- {\displaystyle \nabla ^{2}(\psi \mathbf {A} )=\mathbf {A} \nabla ^{2}\psi +2(\nabla \psi \cdot \nabla )\mathbf {A} +\psi \nabla ^{2}\mathbf {A} }
- {\displaystyle \nabla ^{2}(\mathbf {A} \cdot \mathbf {B} )=\mathbf {A} \cdot \nabla ^{2}\mathbf {B} -\mathbf {B} \cdot \nabla ^{2}\mathbf {A} +2\nabla \cdot ((\mathbf {B} \cdot \nabla )\mathbf {A} +\mathbf {B} \times \nabla \times \mathbf {A} )}

#### Derde afgeleiden
- {\displaystyle \nabla ^{2}(\nabla \psi )=\nabla (\nabla \cdot (\nabla \psi ))=\nabla (\nabla ^{2}\psi )}
- {\displaystyle \nabla ^{2}(\nabla \cdot \mathbf {A} )=\nabla \cdot (\nabla (\nabla \cdot \mathbf {A} ))=\nabla \cdot (\nabla ^{2}\mathbf {A} )}
- {\displaystyle \nabla ^{2}(\nabla \times \mathbf {A} )=-\nabla \times (\nabla \times (\nabla \times \mathbf {A} ))=\nabla \times (\nabla ^{2}\mathbf {A} )}

## Toepassingen
Een belangrijke toepassing van de vectoranalyse is de eruit voortkomende potentiaaltheorie. Beide gebieden, de vectoranalyse en de potentiaaltheorie, worden intensief gebruikt in de wiskundige natuurkunde.